# Jus de pomme

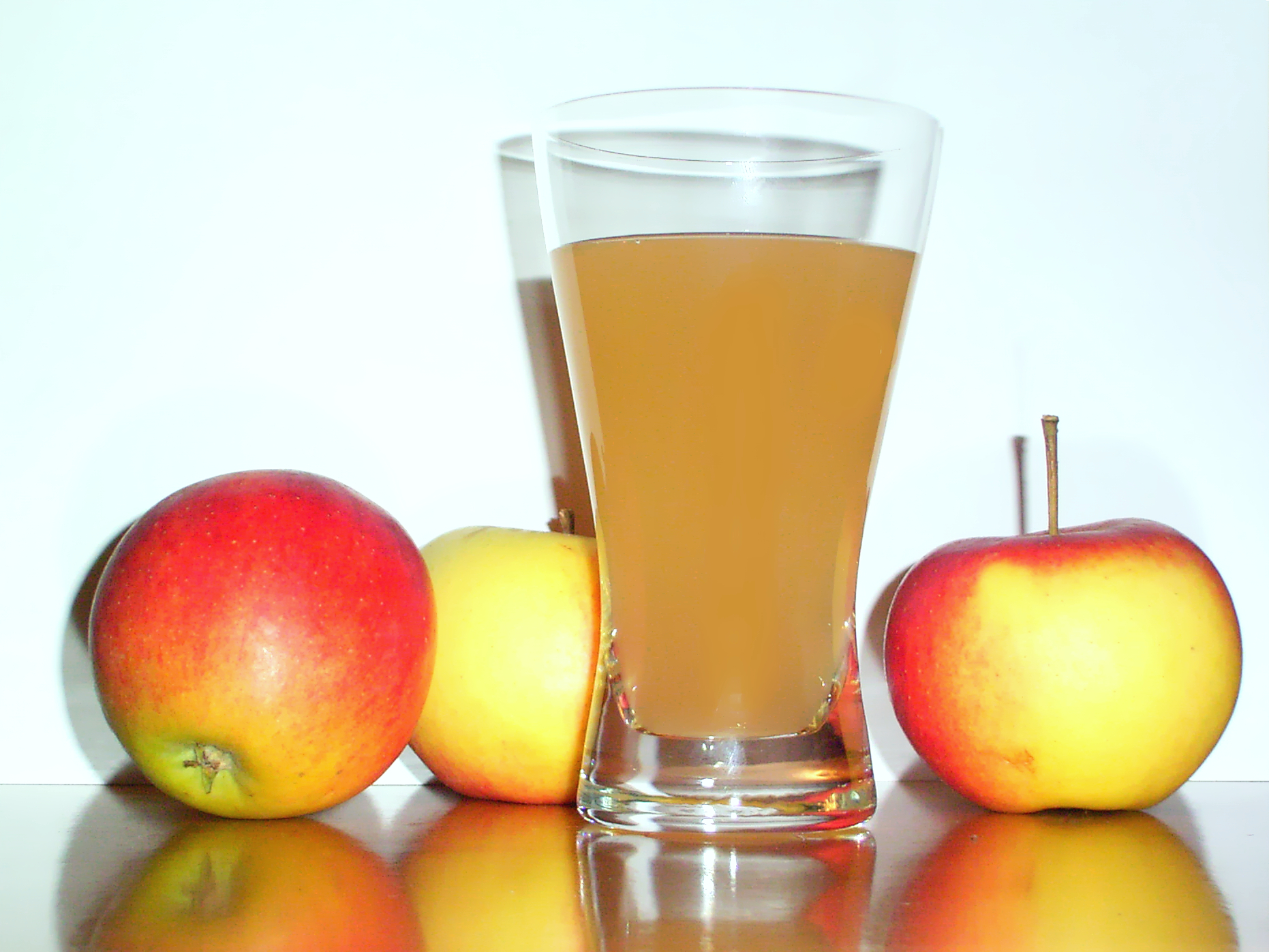
Jus de pomme

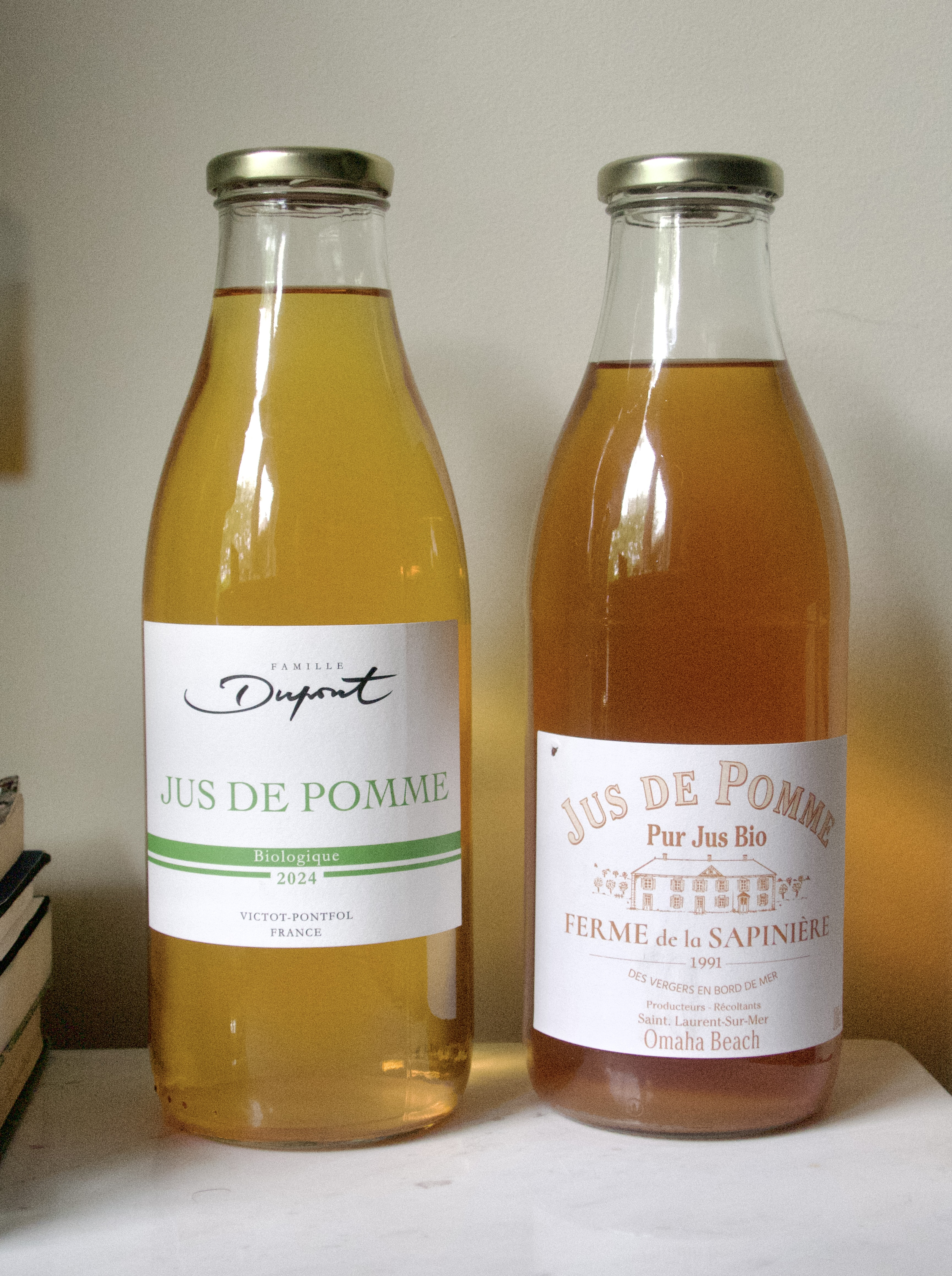
Jus de pomme français de Normandie

Le jus de pomme est une boisson produite par l'extraction de jus par pression à froid ou à chaud de pommes.   

## Composition et propriétés
Le jus de pomme fermier et le jus de pomme artisanal contiennent 85 % d'eau (naturel), 13 % de glucides et 2 % d'autres composants. Soit pour 100 grammes de jus : 45 kcal, 87 g d'eau, 0,1 g de protéines, seulement des traces de lipides, 11 g de glucides, 2 mg de sodium, 5 mg de magnésium, 7 mg de phosphore, 120 mg de potassium, 6 mg de calcium, 0,3 mg de fer et des traces de vitamine C ou de vitamine A.
La pomme contient de grandes quantités d'antioxydants, des substances qui protègeraient des cancers et des maladies cardiovasculaires mais sa transformation en jus de pomme n'en préserve qu'une partie.

D'après une étude faite en 2007 par des chercheurs polonais, le jus de pomme non filtré contiendrait de deux à quatre fois plus d’antioxydants que le jus de pomme clarifié.
La teneur en polyphénols varie fortement en fonction du type de pommes et de la méthode utilisée. Ils sont mieux conservés dans la méthode à froid, et deux fois plus nombreux dans les jus provenant de pommes à cidre que de pommes à couteau.

## Transformation industrielle des pommes
Les pommes utilisées pour le jus de pomme sont habituellement récoltées entre septembre et la mi-novembre dans l'hémisphère Nord et entre février et la mi-avril dans l'hémisphère Sud. Un cultivar commun utilisé pour le jus de pomme est le McIntosh. Environ deux pommes McIntosh moyennes produisent environ 200 ml de jus. Après la cueillette, les pommes sont transportées puis lavées sur le lieu de pressage. Les pommes sont pressées immédiatement pour éviter qu'elles ne se détériorent. Selon l'entreprise et le produit final, les pommes peuvent être transformées de différentes manières avant le pressurage. Le jus de pomme est ensuite filtré, si l'on souhaite obtenir un jus ambré et transparent. Dans les cas où le jus de pomme est traité par voie enzymatique, la classe typique d'enzymes utilisée est la pectinase.

### Pré-pressage
L'un des objectifs de l'utilisation d'enzymes est de rompre les chaînes de pectine solubles et insolubles naturellement contenues dans les pommes, afin de faciliter l'extraction et d'empêcher la gélification partielle du jus ou une trop grande viscosité qui contrarie le processus de pressage. Un temps de repos des pommes broyées d'une vingtaine de minutes avant application de la pectinase rend le procédé plus efficace, car il permet l'oxydation des polyphénols, et ainsi affaiblit ou supprime leur fonction anti-enzymatique. Le mélange est ensuite chauffé à une température optimale minimale de 30°C pour permettre l'action enzymatique. En l'absence d'enzymes, les pommes sont portés à une température de 60 à 65°C. 

### Pressage
L'industrie utilise des presses rotatives ou à filtre continu.

### Clarification
Un processus de floculation, à l'aide de tanins, de gélatine ou de bentonite couplé à une centrifugation et à un filtrage permet d'éliminer les particules de pectine ainsi que d'éventuelles levures.  Lorsque le jus est fabriqué à partir de pommes de table ou de pommes cueillies avant maturité, il a une forte teneur en amidon, jusqu'à 15 %. Si l'on souhaite obtenir un jus très transparent, on ajoute une amyloglucosidase en même temps que la pectidase. Le procédé de clarification par gélification des pectines, utilisé pour fabriquer du cidre, n'est pas utilisé dans le cas des jus de pommes, car il s'accompagne d'un début de fermentation et d'une croissance des levures.

### Concentration
Lorsque les jus sont destinés à être transportés sur de longues distances, un processus d'évaporation permet de réduire sa teneur en eau de 80 %, rendant le transport plus économique. Le jus à partir de concentrés est ensuite reconstitué localement.

## Transformation fermière et transformation artisanale des pommes

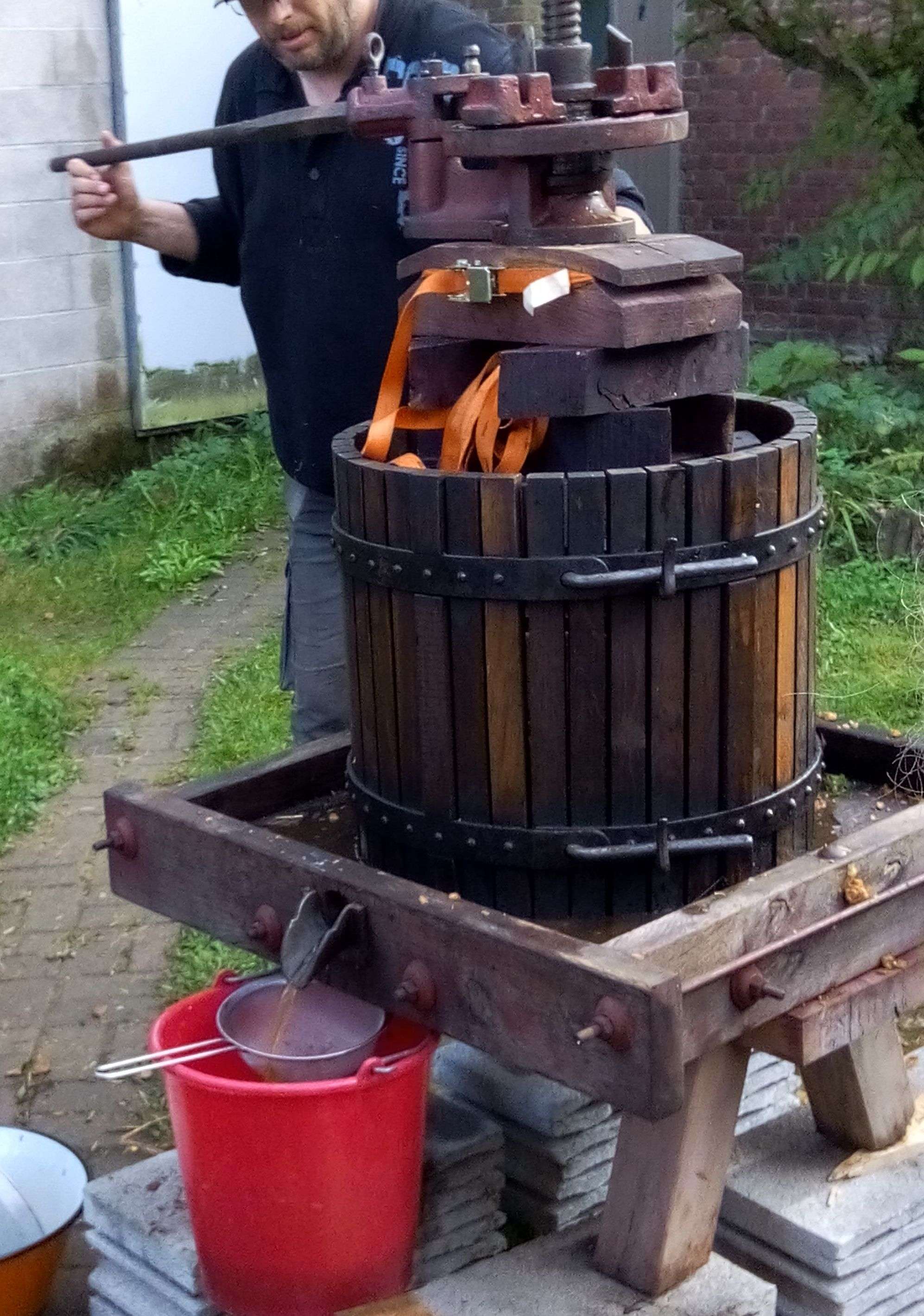
Pressoir à pommes familial.

Les pommes récoltées sont, dans un premier temps, broyées. Ces morceaux sont ensuite placés dans un pressoir qui permet d'en récolter le jus. La dernière étape éventuelle est la pasteurisation qui assure la stabilisation du jus si sa consommation est différée.

## Principaux transformateurs
1. Chine (50 % de la transformation mondiale)
2. Pologne (20 % de la transformation mondiale)
3. Argentine

Les autres transformateurs notables sont l'Allemagne, le Québec, l'Espagne, la Hongrie et les États-Unis.

### En France
Les jus de pomme fabriqués en France sont principalement transformés à partir de pommes à cidre des vergers intensifiés de Bretagne, Normandie, Alsace et Savoie. 
Le pressage est habituellement fait à froid, à une température comprise entre 10 et 15°C.

### En Suisse
Les jus de pomme suisses viennent principalement du nord-est du pays, notamment du canton de Thurgovie.

### Au Québec
Les jus de pomme viennent principalement du sud-est de la province en Montérégie, notamment dans la région de Rougemont.

### En Pologne
En Pologne, les producteurs utilisent préférentiellement des pommes à couteau, et un procédé de pressage recourant à un traitement enzymatique à 50 °C.

## Allégations sanitaires
L'industrie agroalimentaire ajoute parfois de la vitamine C par enrichissement, car la teneur en vitamine C est variable et une grande partie de cette vitamine est perdue lors du traitement. La vitamine C aide également à prévenir l'oxydation du produit. D'autres concentrations de vitamines sont faibles, mais le jus de pomme contient divers éléments nutritifs minéraux, dont le bore, qui peuvent favoriser la santé des os.
Le jus de pomme artisanal contient une concentration importante de phénols naturels de faible poids moléculaire (y compris l'acide chlorogénique, les flavan-3-ols et les flavonols) et de procyanidines. Il a été démontré que le jus de pomme réduit le stress oxydatif sur le cerveau des souris de laboratoire vieillissantes. Les recherches suggèrent que le jus de pomme augmente l'acétylcholine dans le cerveau, ce qui pourrait améliorer la mémoire.
Le jus de pomme est riche en sucre. Il contient 28 g de glucides (24 g de sucres) pour 230 g (8 onces). Il en résulte 130 calories par 230 g (8 onces) - les protéines et les graisses ne sont pas significatives. Comme la plupart des jus de fruits, le jus de pomme contient une quantité de sucre semblable à celle du fruit cru, mais ne contient pas de fibres.

## Pasteurisation, effets sanitaires et réglementation

### Pasteurisation
Parce que le jus de pomme est acide (avec un pH de 3,4), il peut être pasteurisé moins longtemps ou à des températures plus basses que beaucoup d'autres jus. À cette fin, la Food and Drug Administration  recommande les températures et les délais de traitement thermique suivants afin d'obtenir une réduction de 5 log de Cryptosporidium parvum, car ce parasite est plus résistant à la chaleur que E. coli 0157 :
- 71 °C pendant au moins 6 secondes,
- 74 °C pendant au moins 2,8 secondes,
- 77 °C pendant au moins 1,3 seconde,
- 79 °C pendant au moins 0,6 seconde,
- 82 °C pendant au moins 0,3 seconde,

### Jus non pasteurisés et maladies d'origine alimentaire
De 2000 à 2010, ont été comptabilisés plus de 1700 cas en Amérique du Nord de maladies liées à la consommation de jus et de cidres non pasteurisés. Les pathogènes liés à ces maladies d'origine alimentaire comprenaient des parasites, des bactéries et des virus. Les agents pathogènes les plus courants étaient E. coli 0157 et 0111, Salmonella, Cryptosporidium, Clostridium botulinum et l'hépatite A. Les agents pathogènes peuvent se propager de diverses façons, comme la contamination là où le fruit est cultivé, dans des contenants contaminés ou en raison d'une mauvaise manipulation et d'un mauvais lavage.

### Entreposage
Le jus de pomme frais doit être réfrigéré. Les bouteilles scellées de jus de pomme peuvent être conservées dans un endroit sombre et frais, comme un garde-manger ou une armoire, pour retarder la dégradation de l'aliment. L'apparence, la texture ou le goût du jus peuvent changer avec le temps.
Une fois que l'emballage du jus est ouvert, ou s'il n'a pas été scellé et expédié sans avoir besoin d'être réfrigéré par le transformateur, il doit être refermé hermétiquement et réfrigéré pour éviter la contamination par des microorganismes tels que les bactéries. La température idéale de conservation du jus de pomme se situe entre 0 et 4 °C. Selon l'emballage d'origine du jus de pomme, cela pourrait aider à transférer le contenu dans un nouveau contenant. Par exemple, si l'emballage originel était une brique cartonnée ne permettant pas l'exposition de l'aliment à la lumière, il peut être réfrigéré tel quel. Cependant, si l'aliment était initialement dans un contenant en verre transparent, le fait de transférer le jus de pomme dans un contenant opaque contribuerait à prolonger la durée de conservation du jus. Cela peut inclure un thermos ou une bouteille de plastique.

### Réglements juridiques

#### Réglementation canadienne
Selon le Règlement sur les aliments et drogues du Canada, le jus de pomme peut contenir un agent de conservation de catégorie II, de la vitamine C, de l'amylase, de la cellulase et de la pectinase. 100 ml de jus de pomme mesuré à 20 °C doivent également contenir une quantité limitée de cendres, comprise entre 0,24 et 0,60 gramme, contenant au moins 50 % de carbonate de potassium. En outre, le jus de pomme doit avoir une densité spécifique comprise entre 1,041 et 1,065 (20 °C et 20 °C) .

## Produits dérivés

### Boissons

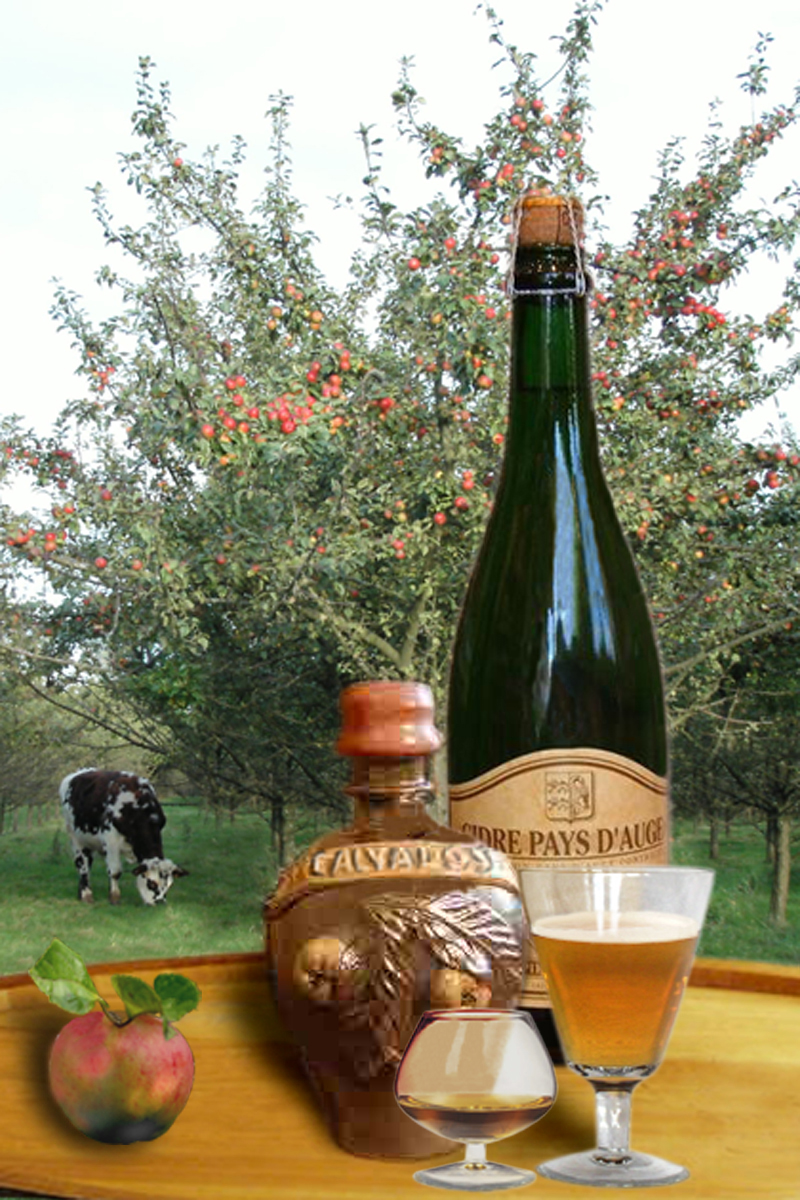
Le cidre et le Calvados sont deux boissons alcoolisées obtenues par fermentation de moûts, sur un principe analogue à la fabrication de jus de pomme.

- Moût : pommes écrasées, destinées à la fermentation
- Cidre : boisson gazeuse moyennement alcoolisée
- Chèvre : boisson alcoolisée mousseuse obtenue par fermentation sous pression de jus de pomme
- Calvados : alcool fort
- Pommeau : jus de pomme mélangé à du Calvados (pommeau de Normandie) ou du Lambig (pommeau de Bretagne)
- Apfelsaftschorle : jus de pomme additionné d'eau minérale gazeuse
- Sirop de pomme
- Mélange avec d'autres jus, comme le jus de céleri ou le jus de carotte.
- Champomy
- etc.

### Divers
- Sucre de pomme : confiserie préparée par concentration du jus de pommes
- POPj : colorant à partir de la phloridzine extraite des sous-produits de transformation des pommes en jus
- Encre invisible